# Aquanaut (Forscher)

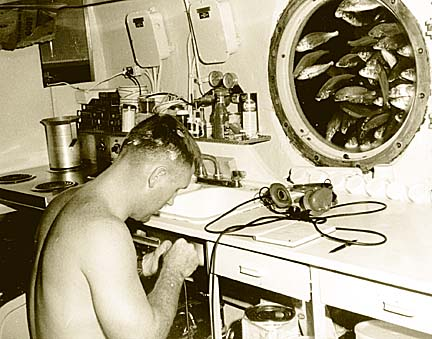
Aquanaut Berry Cannon in „Sealab II“

Der Begriff Aquanaut (von lat. aqua, Wasser, sowie griechisch naútēs, Seemann) bezeichnet eine Person, die sich aus Forschungszwecken für längere Zeiträume unter Wasser aufhält. Aquanautik als Forschungsbereich der Meereskunde befasst sich dementsprechend mit der Möglichkeit des Aufenthaltes von Menschen unter Wasser und der Erforschung und Nutzung von Meeresbodenschätzen.

## Definition und Begriffsherkunft
J. Miller und I. Koblick bezeichnen Personen, die sich mindestens 24 Stunden unter Wasser aufhalten als „Aquanauten“. Demnach wird diese Bezeichnung für Besatzungsmitglieder von Unterwasserstationen benutzt.
Der Begriff ist eine Analogie zum Astronauten und steht eng in Verbindung zur englischen Bezeichnung „Inner Space“ für die marine Welt als Analogie zum „Outer Space“ für das All.

## Geschichte
Der erste Aquanaut war Robert Sténuit im Projekt „Man-In-The-Sea I“ von Edwin A. Link. Am 6. September 1962 verbrachte er 24 Stunden und 15 Minuten auf 61 m Tiefe in einem Stahlzylinder und absolvierte dabei mehrere Ausstiege.

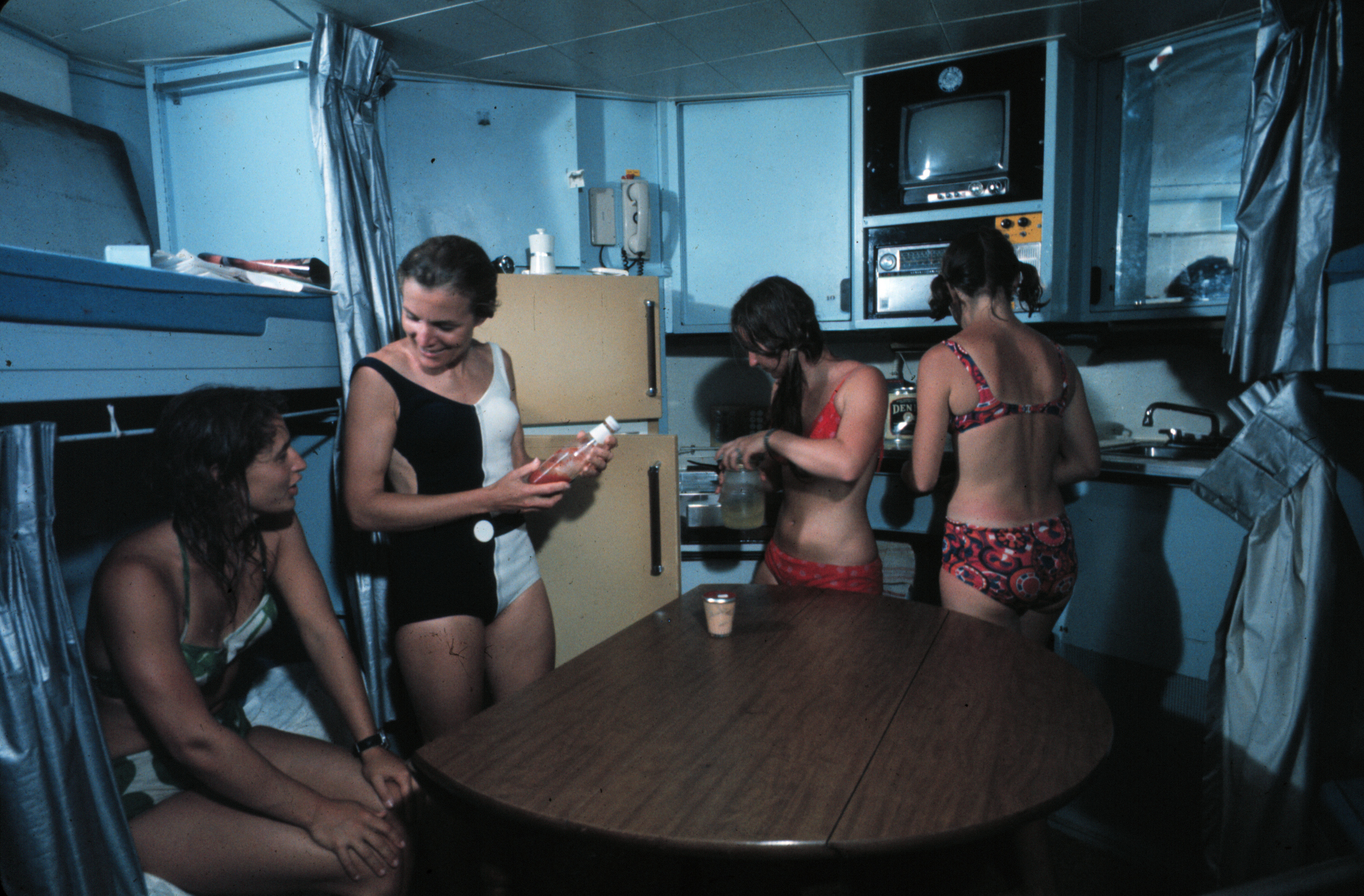
Das rein weibliche Team von Tektite II, 1970

Die erste Aquanautin war Simone Melchior Cousteau, die im Juni 1963 für vier Tage im Habitat Conshelf II wohnte. Sie ist die Frau von Jacques-Yves Cousteau. Das erste rein weibliche Aquanauten-Team kam 1970 im Habitat Tektite II zum Einsatz.
Einen der längsten Aufenthalte unter Wasser absolvierten Bruce Cantrell und Jessica Fain vom Roane State Community College zwischen dem 3. Oktober und 15. Dezember 2014. Für das Projekt Classroom under the Sea verbrachten sie 73 Tage im Unterwasserhotel Jules’ Undersea Lodge in der Emerald Lagoon der Florida Keys in den USA. Sie brachen damit den Rekord von Richard Presley, der in einem Projekt namens Atlantis zwischen dem 6. Mai und 14. Juli 1992 insgesamt 69 Tage in der gleichen Anlage wohnte. Bei Guinness World Record ist als längster Aufenthalt eines Menschen in einem Unterwasserhabitat der von Joseph Dituri verzeichnet, der sich 2023 im Rahmen des Projekts Neptune 100 100 Tage in Jules’ Undersea Lodge aufhielt.
Die Unterwasserstation „Jules’ Undersea Lodge“ (ehemals Unterwasserlabor „La Chalupa“) bietet ausgebildeten Tauchern die Sonderbrevetierung „Underwater Habitat / Aquanaut dive specialty certification“ an, die einen Aufenthalt im selbigen Habitat für 24 Stunden beinhaltet.
Der erste dokumentierte Fall eines unfreiwilligen Aquanauten war Harrison Odjegba Okene, der sich am 26. Mai 2013 im sinkenden Schiff Jascon 4 aufhielt und darin drei Tage in einer Luftblase auf einer Tiefe von 30 m überlebte, bevor er von Bergungstauchern gerettet wurde.

## Filme
Jacques-Yves Cousteau benutzte in dem preisgekrönten Film Welt ohne Sonne über das Habitat Conshelf II den Begriff Oceanaut. Der kanadische Dokumentarfilm Der Flug des Aquanauten verdeutlicht die Tätigkeit auf populäre Weise.

## Fiktion
- Kommando Stingray (1964–1965)
- seaQuest DSV (1993–1996)
- Die Hydronauten (2003)